# 大津陽信
大津 陽信（おおつ ようしん、1899年〈明治32年〉3月20日 - 1979年〈昭和54年〉11月3日）は、日本の彫金家。雅号・陽信。本名は大津三郎。

## 略伝
茨城県多賀郡豊浦町折笠村（現在の日立市）出身。水戸藩に仕えた武家であった家系で、豊浦町、黒羽町の町長を務めた大津博、布和の三男として生まれる。兄一郎は同じく彫金家の大津年信。大伯父は常陸国、現在の日立市出身の政治家の大津淳一郎。
三郎は兄一郎とともに、1913年（大正2年） - 1919年（大正8年）頃、東京市本郷区（現・東京都文京区）本郷に居を置くの水戸出身の彫金家であり、商工省工藝展審査員でもあった石川勝信に入門。石川は同じく水戸出身の海野勝珉の門人で明治・大正期に活動した。一郎と三郎はそれぞれ師匠の名を一文字継ぎ、年信、陽信と名乗った。水戸を起源とする「金工」「彫金」は水戸藩でも光圀が奨励したと言われ、江戸後期に興り、刀装具にその技術が発揮された。幕末〜明治期に入り美術品としての技巧が鮮やかとなり金や銀、銅板に花鳥風月を表現した「手板」となり美術品としての需要も高まった。水戸で生まれた陽信は幕末から近代の「水戸の彫金」の系譜の中でその技巧を駆使し昭和後半期まで作品を制作した。
花鳥風月を好んだ陽信の彫金作品は水戸の金工の特色と言われるように緻密で写実的であり、また高肉彫を特色とし、大胆な彫りや、打ち出しといった技法が見られる。富士山から鯉、小禽、鶴や虎まで幅広いモチーフがみられる。また陽信の残した仕事の中には、トヨペットの依頼によるオーストラリア一周レース（1958 Round Australia Trial）の記念楯の制作もある。記念品や優勝杯、さらに身に着けるような小さな装飾品や細工物も巧みだった。1924年（昭和13年）に発行された日本彫金同好會(杉並区泉町）発行・作品頒布會資料によると、1925年の摂政宮皇太子裕仁親王（後の昭和天皇）による樺太行啓（樺太訪問）の際に、陽信は記念の煙草入れの彫金制作を拝命し、また昭和9年春「皇室ご使用の銀器を謹刻せり」とある。その他各種の展覧会に入選受賞を果たしているとも記されている。日本彫金同好會には、当時東京美術学校教授であった海野勝珉の三男で人間国宝の海野清と石川勝信らも賛助として名を連ねていた。
作品は大手企業からのコミッションワークが多く、日立製作所をはじめ服部時計店、徳力本店などより依頼されての制作もあった。陽信の花鳥風月は時の首相である三木武夫に推薦されることもあったという。東京都杉並にアトリエと居を構えた後、晩年は福生市にアトリエを移して制作に励んだ。
1979年82歳で没す。